# كران (شاهين دج)
كران هي قرية في مقاطعة شاهين دج، إيران. عدد سكان هذه القرية هو 91 في سنة 2006.